# Bobr (Žacléř)
Bobr (deutsch Bober) ist ein Ortsteil der Gemeinde Žacléř (Schatzlar) in Tschechien. Es liegt zwölf Kilometer nördlich von Trutnov (Trautenau) und gehört zum Okres Trutnov.

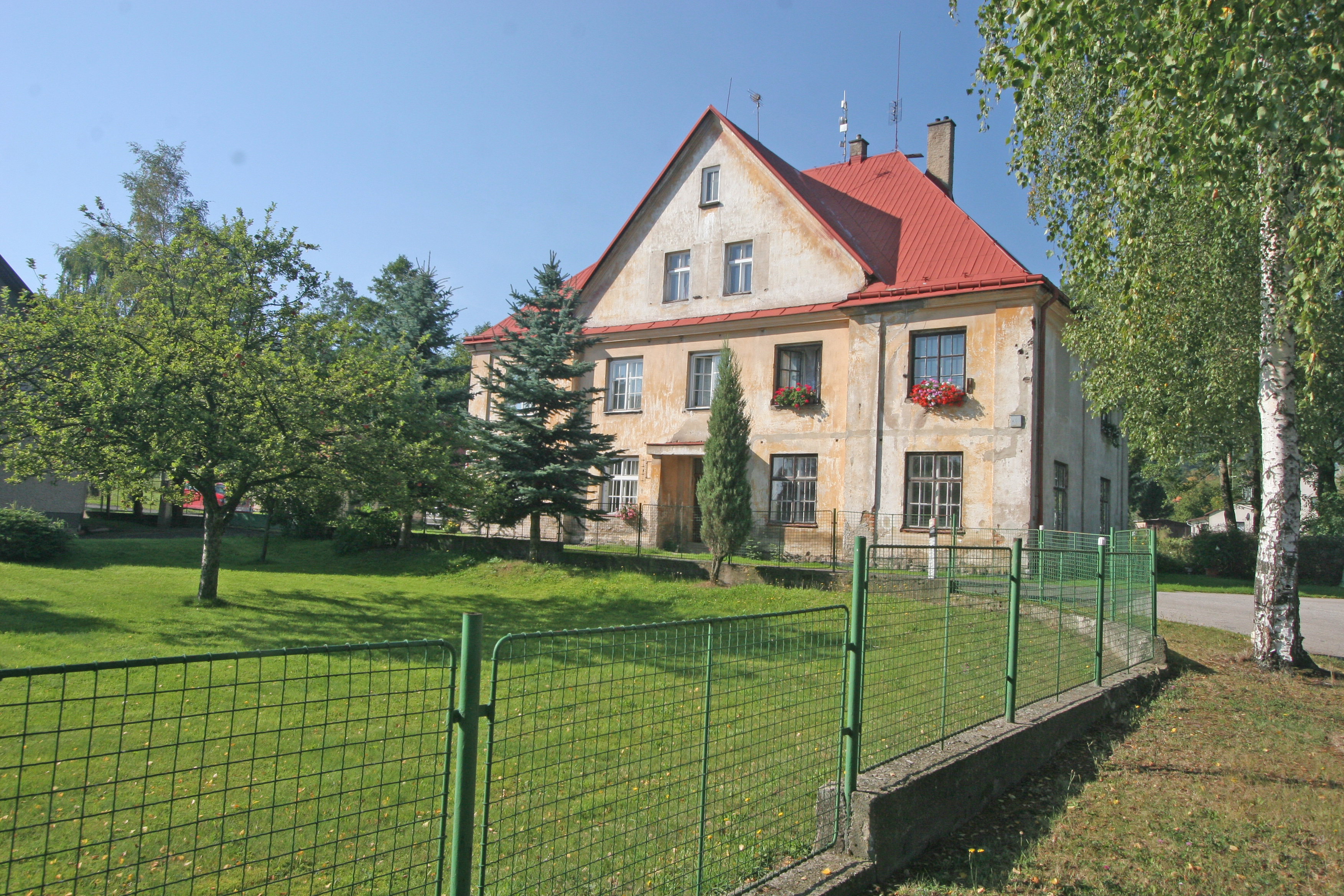
Ehemaliges Schulgebäude (Bobr Nr. 111)

## Geographie
Bobr befindet sich im Rehorngebirge, unmittelbar an der Grenze zu Polen. Westlich des Dorfes liegt das Naturschutzgebiet Boberská stráň (Boberlehne), an der der Bober entspringt.
Nachbarorte sind Černá Voda (Schwarzwasser) und Královec (Königshan) im Osten, Lampertice (Lampersdorf), Bernartice (Bernsdorf) und Křenov (Krinsdorf) im Südosten, Žacléř im Süden und Dolní Lysečiny (Nieder Kolbendorf) sowie Vízov (Quintenthal), Rýchory (Rehorn) und Dolní Albeřice (Nieder Albendorf) im Westen. Jenseits der Grenze zu Polen, das über den Grenzübergang Královec–Lubawka erreicht wird, liegen im Norden Niedamirów (Kunzendorf) und Opawa (Oppau).

## Geschichte
Bober erhielt seinen Ortsnamen nach dem gleichnamigen Fluss Bober, der durch den Ort fließt. Es wurde um die Mitte des 16. Jahrhunderts gegründet und 1565 erstmals urkundlich erwähnt. Es lag an der Grenze zu Schlesien und gehörte zur Herrschaft Schatzlar, wohin es auch eingepfarrt war. Die Bewohner ernährten sich zunächst von Ackerbau und Viehzucht sowie dem Abbau von Steinkohle in den Bergwerken von Schatzlar. Nach dem Ersten Schlesischen Krieg grenzte es ab 1742 an Preußen. Nach der Aufhebung der Patrimonialherrschaften gehörte Bober ab 1850 zum Bezirk Trautenau.
Von wirtschaftlicher Bedeutung waren ab der zweiten Hälfte des 19. Jahrhunderts Industrie und Handel. In der Glasfabrik Franz und Richard Breit wurden 150 Arbeiter beschäftigt. Sie stellten Hohl- und Stangenglas her, aus dem in Gablonz und anderen Orten Bijouterieartikel hergestellt wurden. In zwei Brechhäusern wurden jährlich durchschnittlich 1500 m² Rohflachs gebrochen und in einer Leinenfabrik 12.000 m Rohleinwand hergestellt. Ab 1850 gehörte Bober zum Gerichtsbezirk Schatzlar.
Seit 1785 bestand in Bober eine einklassige Schule, die ab 1882 zweiklassig und ab 1897 dreiklassig weitergeführt wurde. 1930 bestand sie aus zwei Klassen mit insgesamt 93 Schülern. Für das Jahr 1901 sind nachgewiesen: 104 Häuser, in denen 944 Einwohner lebten, darunter 17 Handels- und Gewerbetreibende. 1930 bestand Bober aus 133 Häusern. Anlässlich der Volkszählung am 1. Dezember 1930 wurden 710 deutsche und 13 tschechische Einwohner festgestellt. 
Infolge des Münchner Abkommens wurde das überwiegend deutsch besiedelte Bober 1938 dem Deutschen Reich angeschlossen und gehörte bis 1945 zum Landkreis Trautenau. Nach dem Zweiten Weltkrieg wurden die meisten deutschen Bewohner vertrieben. Dadurch und wegen der Abgelegenheit an der polnischen Grenze ging die Einwohnerzahl deutlich zurück.

## Gegenwart

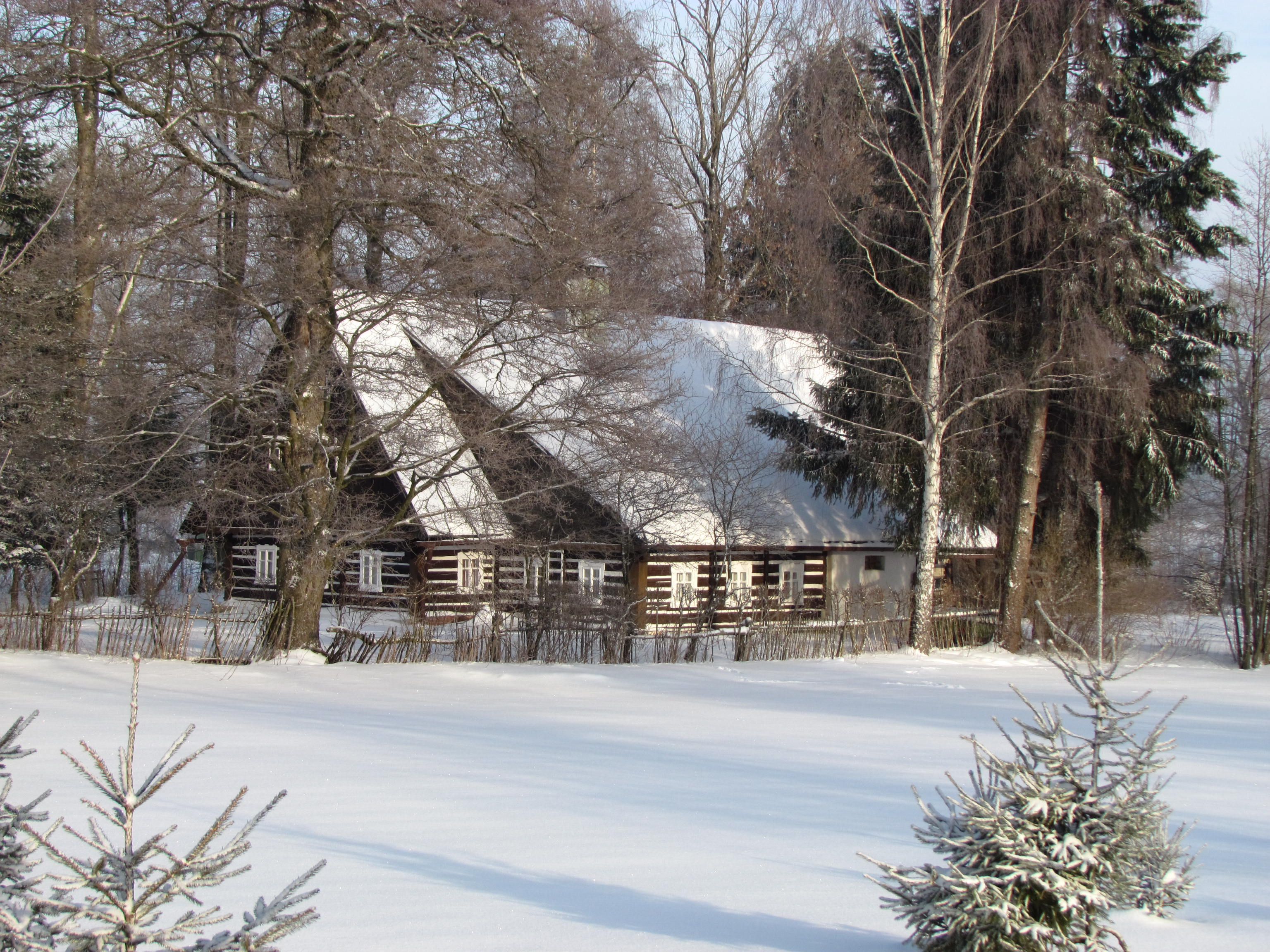
Traditionelles Holzhaus in Bobr

Im Jahr 1991 lebten im Dorf 165 Menschen. Bobr hatte 2001 70 Häuser. Viele Häuser waren nicht wieder bewohnt worden nach der Vertreibung der Deutschen und verfielen bzw. wurden abgetragen. Inzwischen werden wieder Bauparzellen ausgewiesen, jedoch abweichend von früheren Liegenschaften.
Die nach wie vor dörflich geprägte Siedlung besteht aus ehemaligen Bauernhäusern, darunter auch traditionellen alten Holzhäusern, sowie Alt- und Neubauten im Einfamilienhaus-Stil. Es handelt sich um Wohnhäuser, Ferienhäuser, Wochenendhäuser und Pensionen. Umliegende Wiesen werden maschinell bewirtschaftet, da es eine staatliche Förderung dafür gibt. Ackerbau und Viehzucht sind kaum mehr vorhanden.
Am unteren Ende von Bobr befindet sich ein Klärwerk, das auch die Abwässer von Žacléř behandelt.